# Вилибалд Шмаус
Вилибалд Шмаус (Беч, 16. јун 1912 — Беч, 27. април 1979) био је аустријски фудбалски дефанзивац. Представљао је Аустрију и Немачку на међународном нивоу.

## Каријера
Одиграо је 14 утакмица за фудбалску репрезентацију Аустрије и учествовао на Светском првенству у фудбалу 1934. Након анексије Аустрије Немачкој, одиграо је 10 утакмица за фудбалску репрезентацију Немачке и учествовао на Светском првенству у фудбалу 1938.